# 中华人民共和国人事部
中华人民共和国人事部，是已撤销的中华人民共和国国务院组成部门，主管人事工作。

## 沿革
2008年3月15日，第十一届全国人民代表大会第一次会议通过《第十一届全国人民代表大会第一次会议关于国务院机构改革方案的决定》，批准《国务院机构改革方案》。方案规定：“组建人力资源和社会保障部。将人事部、劳动和社会保障部的职责整合划入人力资源和社会保障部。组建国家公务员局，由人力资源和社会保障部管理。不再保留人事部、劳动和社会保障部。”

## 历任部长
附：中央人民政府人事部部长
1. 安子文（1950年9－1954年11）

中华人民共和国人事部部长
1. 赵东宛（1988年4月－1993年3月）
2. 宋德福（1993年3月－2000年12月）
3. 张学忠（2000年12月－2002年12月）
4. 张柏林（2002年12月－2007年8月）
5. 尹蔚民（2007年8月－2008年3月）